# Kurt Betschart
Kurt Betschart (Erstfeld, 25 de agosto de 1968) es un deportista suizo que compitió en ciclismo en la modalidad de pista, especialista en la prueba de madison.
Ganó una medalla de bronce en el Campeonato Mundial de Ciclismo en Pista de 1995 y seis medallas en el Campeonato Europeo de Madison entre los años 1995 y 2003.
Junto a Bruno Risi, destacó en las carreras de seis días, formando la pareja que ha obtenido más triunfos, con 37.

## Medallero internacional
| Campeonato Mundial | Campeonato Mundial        | Campeonato Mundial | Campeonato Mundial |
| Año                | Lugar                     | Medalla            | Competición        |
| ------------------ | ------------------------- | ------------------ | ------------------ |
| 1995               | Bogotá ( Colombia)        | Medalla de bronce  | Madison            |
| Campeonato Europeo |                           |                    |                    |
| Año                | Lugar                     | Medalla            | Competición        |
| 1995               | Mánchester ( Reino Unido) | Medalla de oro     | Madison            |
| 1996               | Zúrich ( Suiza)           | Medalla de plata   | Madison            |
| 1997               | Dortmund ( Alemania)      | Medalla de plata   | Madison            |
| 2000               | Gante ( Bélgica)          | Medalla de bronce  | Madison            |
| 2002               | Ámsterdam ( Países Bajos) | Medalla de plata   | Madison            |
| 2003               | Ámsterdam ( Países Bajos) | Medalla de bronce  | Madison            |

1. 1 2 3 4 5 6  Campeonato Europeo realizado sólo para la disciplina de madison.

## Palmarés en pista
- 1992

1º en los Seis días de Dortmund (con Bruno Risi)
1º en los Seis días de Zúrich (con Bruno Risi)
- 1993

1º en los Seis días de Gante (con Bruno Risi)
1º en los Seis días de Dortmund (con Bruno Risi)
1º en los Seis días de Zúrich (con Bruno Risi)
1º en los Seis días de Múnich (con Bruno Risi)
- 1994

1º en los Seis días de Múnich (con Bruno Risi)
1º en los Seis días de Copenhague (con Bruno Risi)
1º en los Seis días de Burdeos (con Bruno Risi)
- 1995

Campeón de Europa de Madison (con Bruno Risi)
1º en los Seis días de Bremen (con Bruno Risi)
1º en los Seis días de Zúrich (con Bruno Risi)
1º en los Seis días de Colonia (con Bruno Risi)
- 1996

1º en los Seis días de Gante (con Bruno Risi)
1º en los Seis días de Zúrich (con Bruno Risi)
1º en los Seis días de Copenhague (con Bruno Risi)
- 1997

1º en los Seis días de Dortmund (con Bruno Risi)
1º en los Seis días de Múnich (con Bruno Risi)
1º en los Seis días de Leipzig (con Bruno Risi)
- 1998

1º en los Seis días de Herning (con Bruno Risi)
1º en los Seis días de Zúrich (con Bruno Risi)
1º en los Seis días de Múnich (con Bruno Risi)
1º en los Seis días de Stuttgart (con Bruno Risi)
- 1999

1º en los Seis días de Bremen (con Bruno Risi)
1º en los Seis días de Dortmund (con Bruno Risi)
1º en los Seis días de Zúrich (con Bruno Risi)
| - 2000 1º en los Seis días de Zúrich (con Bruno Risi y Markus Zberg) 1º en los Seis días de Múnich (con Bruno Risi) - 2002 1º en los Seis días de Gante (con Bruno Risi) 1º en los Seis días de Bremen (con Bruno Risi) 1º en los Seis días de Stuttgart (con Bruno Risi) - 2003 1º en los Seis días de Dortmund (con Bruno Risi) 1º en los Seis días de Múnich (con Bruno Risi) 1º en los Seis días de Berlín (con Bruno Risi) - 2004 1º en los Seis días de Bremen (con Bruno Risi) - 2005 1º en los Seis días de Stuttgart (con Bruno Risi y Franco Marvulli) 1º en los Seis días de Berlín (con Bruno Risi) 1º en los Seis días de Ámsterdam (con Bruno Risi) |

### Resultados de aCopa del Mundo
- 1997

1º en Fiorenzuola d'Arda, en Puntuación
1º en Quartu Sant'Elena y Adelaida, en Madison